# Léonard Victor Charner
Léonard Victor Charner (Saint-Brieuc, 13 febbraio 1797 – Parigi, 7 febbraio 1869) è stato un ammiraglio francese.
Partecipò a numerose campagne militari durante la Restaurazione, la Monarchia di Luglio e il Secondo Impero, periodo nel quale fu anche nominato senatore.

## Biografia
Nato nel 1797 a Saint-Brieuc, Léonard Victor Charner discendeva da una famiglia originaria della Svizzera romanda che aveva fornito in passato ufficiali e sottoufficiali alla Francia; il padre si era trasferito in Bretagna dalla nativa Neuchâtel per stabilirvi una distilleria, adottando una forma francese per il cognome originario, Tscharner. Entrato a 15 anni all'École de Marine di Tolone, ne uscì nel 1815 per intraprendere la carriera militare nella marina. Nel 1830 partecipò come giovane ufficiale all'invasione di Algeri a bordo del vascello Duquesne e, due anni dopo, alla presa della Cittadella di Ancona; fu poi comandante in seconda della fregata Belle Poule, che riportò in Francia le ceneri di Napoleone I.
Promosso capitano di vascello, nel 1843 compì la sua prima missione nell'Estremo Oriente, conducendo Théodore de Lagrené prima a Macao e poi a Canton, dove il diplomatico firmò il trattato di Whampoa. Nel 1852 fu elevato al grado di contrammiraglio e nominato capo di gabinetto di Théodore Ducos, ministro della Marina; in questo ruolo si spese per il rinnovamento della flotta francese, soprattutto in funzione della propulsione a vapore, nello sviluppo della quale dimostrò subito di credere.
Allo scoppio della guerra di Crimea fu il comandante del Napoléon, la prima nave a penetrare oltre lo stretto dei Dardanelli e si distinse nelle operazioni marittime, al punto da essere promosso viceammiraglio nel 1855. Il 7 febbraio 1860 fu designato comandante della flotta francese impegnata nella seconda guerra dell'oppio, composta da 68 imbarcazioni da guerra e un altro centinaio di navi mercantili adibite a trasporto. In alleanza con l'ammiraglio britannico James Hope fu protagonista della cattura dei forti di Taku nell'agosto del 1860 e della conseguente occupazione di Tientsin.
Vinta la guerra in Cina, Charner si spostò subito in Cocincina per fornire aiuto alla piccola guarnigione francese assediata a Saigon; Napoleone III gli conferì pieni poteri, compresi quelli di estendere la guerra o di trattare la pace. Decise di attaccare le truppe annamite asserragliate a Kỳ Hòa, comandando nel contempo al contrammiraglio Théogène François Page di risalire il fiume Đồng Nai per tagliare la ritirata nemica; pur con gravi perdite, la vittoria nella battaglia di Kỳ Hòa permise ai francesi di riprendere l'iniziativa. Alla fine di marzo del 1861, Charner decise di attaccare Mỹ Tho, il cui possesso avrebbe aperto ai francesi l'accesso alle pianure del Mekong; il contrammiraglio Page, che su suo ordine aveva risalito il fiume con una squadriglia navale, prese la città il 12 aprile 1861.
Dopo le prime conquiste, il viceammiraglio si dedicò al riordinamento amministrativo dei territori conquistati; allo scopo sostituì i precedenti funzionari imperiali con uomini di sua fiducia, proclamò lo stato d'assedio e arruolò le prime truppe indigene nell'esercito francese. Il 29 novembre 1861 fu sostituito nel ruolo di governatore militare dell'Indocina francese dal contrammiraglio Louis Adolphe Bonard.
Nel febbraio del 1861 aveva ricevuto la gran croce della Legion d'onore. Tornato in Francia nel gennaio del 1862, alla fine del mese fu nominato senatore. Il 15 novembre 1864, dopo la morte di Joseph Romain-Desfossés, fu nominato Ammiraglio di Francia. Léonard Victor Charner morì a Parigi il 7 febbraio 1869.